# Seth MacFarlane

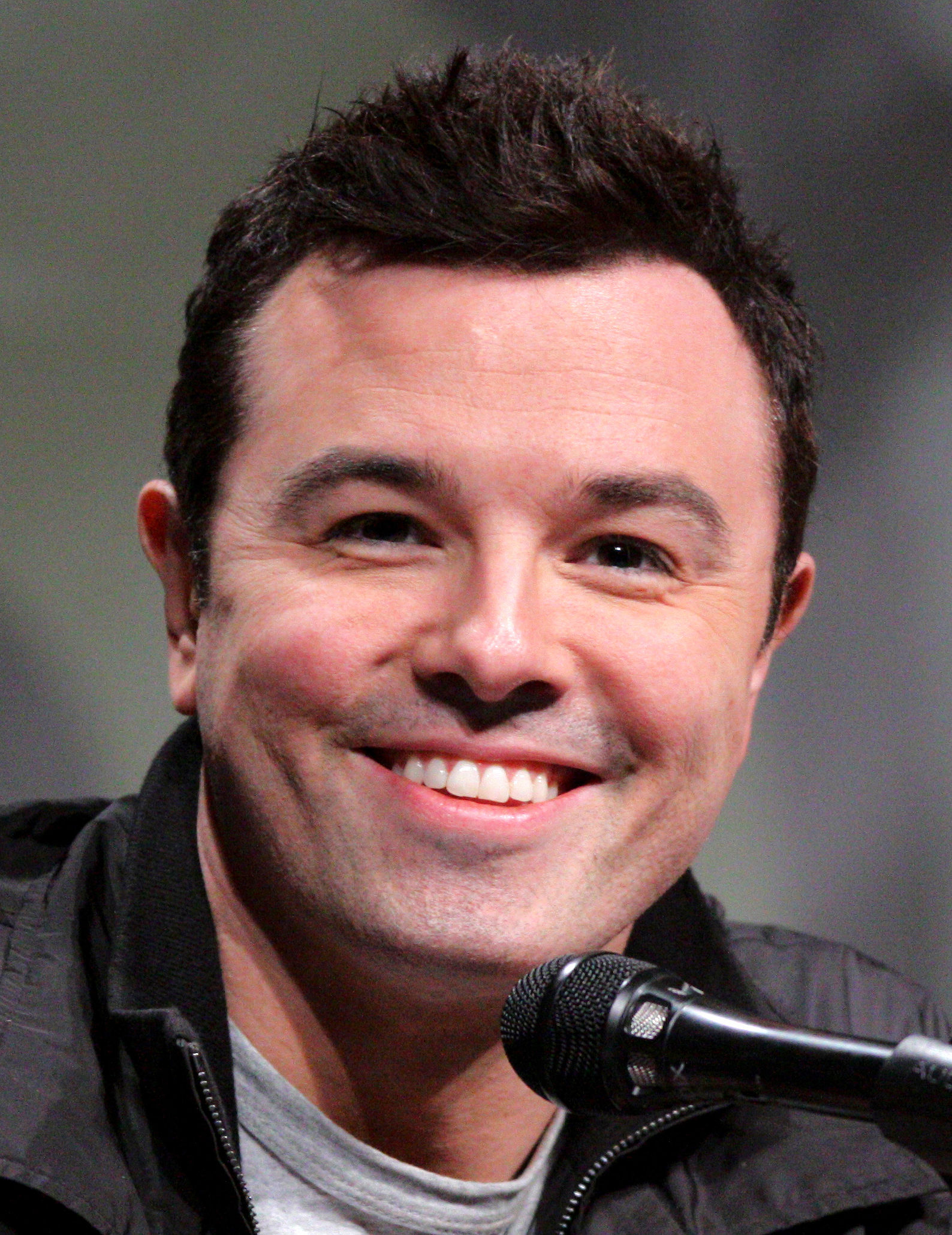
Seth MacFarlane, 2012

Seth Woodbury MacFarlane (* 26. Oktober 1973 in Kent, Connecticut) ist ein US-amerikanischer Schauspieler, Synchronsprecher, Drehbuchautor, Komiker, Filmproduzent, Regisseur, Moderator und Sänger. Er ist der Schöpfer der Zeichentrick-Serien Family Guy, American Dad und The Cleveland Show sowie der Science-Fiction-Serie The Orville. Als Schauspieler hatte er mehrere Rollen in Film- und Fernsehproduktionen. Für seine Synchronisierung des Stewie Griffin erhielt er 2006 den Annie Award. Den Emmy gewann er insgesamt fünfmal (2000, 2002, 2016, 2017, 2019), zudem weitere Auszeichnungen wie einen Webby Award (2009), einen Teen Choice Award (2010) und einen Peabody Award (2015). Für sein Mitwirken am Lied Everybody Needs a Best Friend in seinem Regiedebüt Ted erhielt er eine Oscar-Nominierung für den besten Filmsong.
Seth MacFarlane wurde von der Academy of Motion Picture Arts and Sciences ausgewählt, die Oscarverleihung 2013 am 24. Februar zu moderieren.
Er bekam im April 2019 seinen eigenen Stern auf dem Hollywood Walk of Fame.
Am 11. Januar 2020 wurde bekannt, dass MacFarlane nach 20 Jahren bei 20th Century Fox einen Deal mit dem US-amerikanischen Unternehmen NBCUniversal abgeschlossen hat. Die aktuellen Serien, wie Family Guy oder American Dad, sollen jedoch weitergeführt werden.

## Erste Schritte
MacFarlane besuchte die Kent School (ein Internat in Connecticut) und schloss ein Studium im Bereich Animation an der Rhode Island School of Design ab. Während seines Studiums machte er einen Kurzfilm mit dem Titel The Life of Larry, ein früher Vorgänger von Family Guy. Nach seinem Abschluss arbeitete er in den Hanna-Barbera Productions, später auch als Animator und Autor für Cartoon Networks Cartoon Cartoon Serie, welche Serien wie Johnny Bravo, Dexter’s Laboratory und Cow and Chicken beinhaltete. MacFarlane war auch ein Autor der Zeichentrick-Serie Ace Ventura: Pet Detective und schuf Larry & Steve, ein kurzer Cartoon, der im Rahmen von Cartoon Networks What-A-Cartoon! Serie gezeigt wurde.

## Fernsehkarriere

### Family Guy
MacFarlanes erste selbstständige Unternehmung – Family Guy – ist eine komödiantische Zeichentrick-Serie, die das Leben der Griffin-Familie zeigt. Peter Griffin, der Familienvater, ist ein liebenswerter Dummkopf. Peters Frau, Lois Griffin, ist eine ruhige, besonnene Hausfrau, die sich um die Erziehung der drei Kinder kümmert. Meg Griffin ist die einzige Tochter und das älteste Kind der Familie. Verzweifelt sucht sie nach gesellschaftlicher Anerkennung und wünscht sich, dass ihre Familie endlich ihre Privatsphäre respektiert. Chris Griffin ist das mittlere Kind, ein Sohn, dem es an jeglicher Intelligenz mangelt, der jedoch ein Talent fürs Malen hat. Brian Griffin ist ein sprechender Hund, der gerne guten Alkohol trinkt, raucht, singt und schauspielt. Das letzte und jüngste Familienmitglied ist Stewie Griffin, ein sprechendes Kleinkind, welches bei weitem das eloquenteste Mitglied der Familie ist (in der amerikanischen Originalfassung spricht er mit britischem Akzent). Stewie ist davon besessen, die Weltherrschaft zu erlangen und alle(s) zu vernichten, was ihm dabei im Weg zu stehen scheint. Insbesondere will er seine Mutter Lois töten. In dieser Serie leiht MacFarlane gleich mehreren Charakteren seine Stimme, wie z. B. Peter, Brian und Stewie Griffin sowie Glenn Quagmire.
Family Guy wurde 1999 das erste Mal ausgestrahlt, direkt nach dem Super Bowl auf dem Sender FOX. Die Einschaltquoten für die Pilotfolge („Death Has a Shadow“) waren äußerst vielversprechend und Family Guys Zukunft schien sehr gut auszusehen. Nach der dritten Staffel und damit 50 Folgen wurde die Serie von FOX jedoch abgesetzt. Ein Sturm der Entrüstung entbrach unter den Stammzuschauern, die mit Boykottaufrufen FOX dazu bringen wollten, die Serie wieder ins Programm aufzunehmen. Recht gute Einschaltquoten während der Wiederholung der alten Folgen und äußerst starke Absätze der DVD-Verkäufe erweckten die Serie wieder zum Leben, so dass sie am 1. Mai 2005 wieder in das Abendprogramm von FOX aufgenommen wurde. Von 2009 bis 2013 gab es außerdem eine Spin-off-Serie mit dem Titel The Cleveland Show, die ebenfalls von MacFarlane produziert wurde.

### American Dad
American Dad! ist MacFarlanes zweites Unterfangen. Erstmals nach dem Super Bowl XXXIX am 6. Februar 2005 als Sneak Preview ausgestrahlt, begann die reguläre Ausstrahlung auf FOX am 1. Mai 2005. Sie erzählt von Stan Smith, einem CIA-Agenten, der davon überzeugt ist, dass er von Terroristen umgeben ist – selbst in seinem eigenen Haushalt. Stan hat eine liebevolle Frau, zwei Kinder und außerdem zwei sehr ungewöhnliche Familienmitglieder: Roger, ein Alien, das Stan aus der Area 51 rettete, und Klaus, ein Goldfisch mit dem implantierten Gehirn eines Skispringers der ehemaligen DDR. MacFarlane sagte, dass seine Abneigung gegen die Politik des damaligen US-Präsidenten George W. Bush eine Motivation für die Entwicklung der Geschichte war.

### The Cleveland Show
The Cleveland Show wurde das erste Mal am 27. September 2009 ausgestrahlt; wie schon Family Guy und American Dad! auf FOX. Sie ist ein spin-off von Family Guy. Cleveland ist in Family Guy noch ein Nachbar der Griffins, zieht aber zu Beginn der Cleveland Show von Quahog, Rhode Island in das fiktive Stoolbend, Virginia wo er mit seiner ehemaligen High-School-Liebschaft Donna eine neue Familie gründet.
Im Mai 2013 stellte Fox die Serie nach vier Staffeln und 88 Episoden ein.

### Dads
MacFarlane war ausführender Produzent der Sitcom Dads, die sich um zwei Männer dreht, deren Väter bei ihnen einziehen. Dads feierte am 17. September 2013 seine Premiere auf Fox, wurde jedoch im Februar 2014 während der ersten Staffel eingestellt.

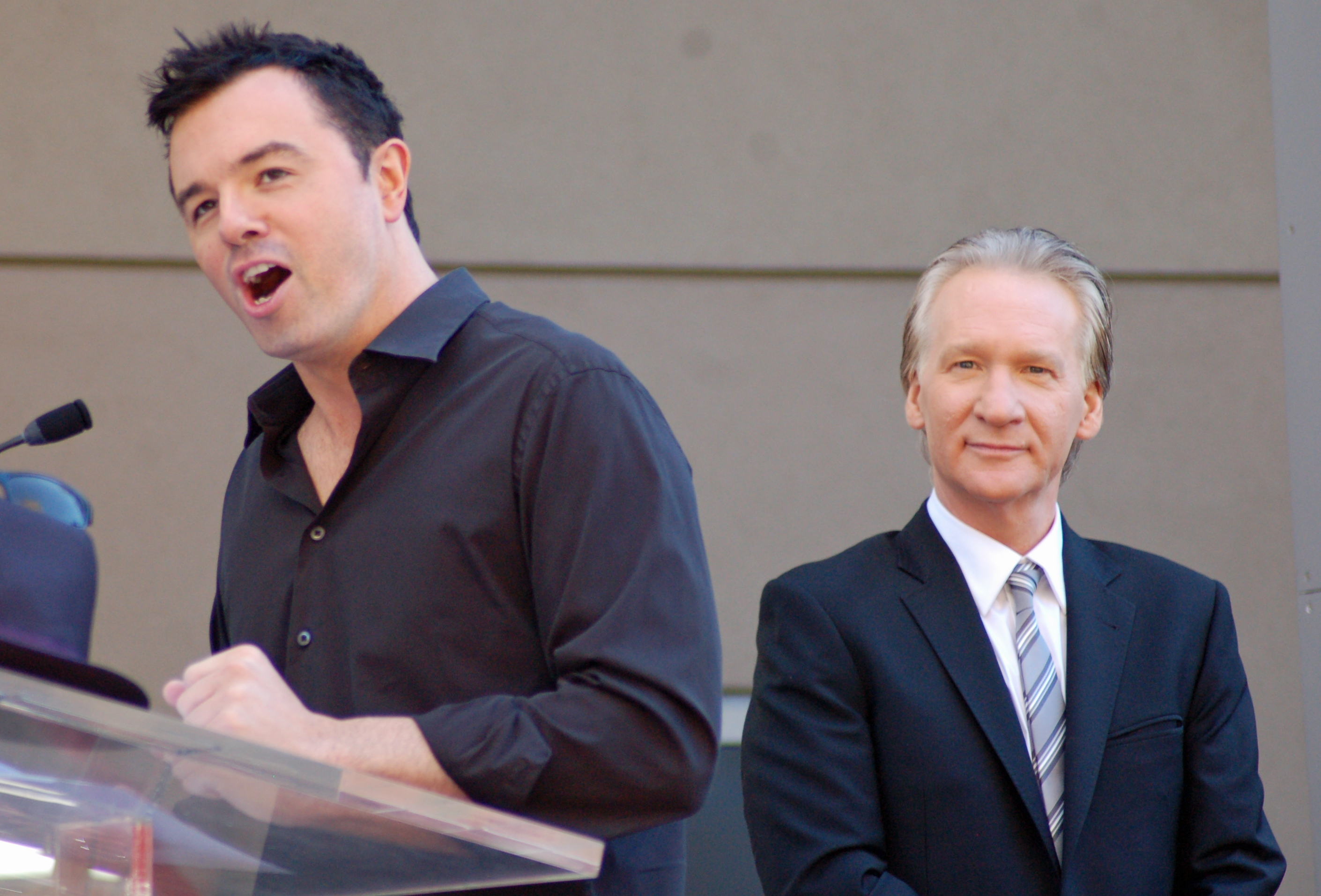
MacFarlane hält eine Rede bei der Verleihung eines Sterns für Bill Maher auf dem Hollywood Walk of Fame

### Bordertown
2016 war MacFarlane ausführender Produzent der Fox-Animationsserie Bordertown, die nach einer Staffel mit 13 Folgen eingestellt wurde.

### The Orville
Seit 2017 fungiert MacFarlane als Hauptdarsteller, Produzent, Regisseur und Drehbuchautor der von ihm selbst maßgeblich entwickelten Science Fiction/Comedy-Serie The Orville.

### Erwähnenswerte Gastauftritte
MacFarlane ist ein begeisterter Fan von Star Trek und hatte einen Gastauftritt als Ingenieur Fähnrich Rivers in der Serie Star Trek: Enterprise während der dritten Staffel in der Folge „The Forgotten“ (3.20) sowie in der vierten Staffel in der Folge „Affliction“ (4.15).
Außerdem war er in The War at Home (Familienstreit De Luxe/Hinterm Sofa an der Front) in Folge 5 der 2. Staffel als Date der Tochter Hillary (Kaylee DeFer) zu sehen, wobei sein Charakter in dieser Folge Ähnlichkeit mit der Figur des Glenn Quagmire aus Family Guy hat.
2002 hatte er einen kurzen Gastauftritt in der 2. Staffel der Serie Gilmore Girls (Episode 42, „Ferngesteuert / Lorelai’s Graduation Day“).
2009 singt er im 4. Futurama Film Leela und die Enzyklopoden den Mars-Vegas-Song.
2010 in Zahnfee auf Bewährung; Gastauftritt als Zahnfee, die mit minderwertigen Feen-Gadgets dealt.
2010 Gastsprecherrolle in The Drawn Together Movie: The Movie! als I.S.R.A.E.L., ein weiblicher Roboter, der das Drawn Together Team vernichten soll.
2010 in FlashForward Staffel 1 Episode 1 und Staffel 1 Episode 15; Gastauftritt als FBI-Agent der auf seinem Dienstcomputer heimlich Rollenspiele spielt.
2010 und 2011 moderierte MacFarlane drei Teile der Comedy Central Roasts, einer Sendereihe von Comedy Central, bei der Prominente von anderen prominenten Laudatoren auf den Arm genommen werden. Er führte durch die Sendungen zu Ehren von David Hasselhoff, Donald Trump und Charlie Sheen und ist somit der erste „Roastmaster“, der mehr als einen Roast bei Comedy Central moderierte.

## Filmkarriere
Mit der Komödie Ted gab MacFarlane im Jahr 2012 sein Regiedebüt. Als Hauptdarsteller konnte er Mark Wahlberg und Mila Kunis gewinnen. Er selbst übernahm die Sprechrolle der titelgebenden Figur. Eine Fortsetzung ist im Juni 2015 erschienen.
2014 folgte die Western-Komödie A Million Ways to Die in the West, in der er selbst die Hauptrolle spielte, das Drehbuch schrieb und Regie führte. In weiteren Rollen sind unter anderem Charlize Theron, Giovanni Ribisi, Liam Neeson und Neil Patrick Harris zu sehen. 2017 war er in Logan Lucky zu sehen.
MacFarlane fungierte bei der 2014 erschienenen Dokumentationsreihe Unser Kosmos: Die Reise geht weiter, die von Neil deGrasse Tyson moderiert wird, als Executive Producer.

## Musikkarriere
Bereits in vielen seiner Zeichentrickproduktionen sang MacFarlane diverse Musikeinlagen seiner Charaktere selbst ein und gab auch einige Gastauftritte in anderen Produktionen. Sein Debütalbum Music Is Better Than Words wurde in den Tonstudios von Capitol Records aufgenommen, in denen auch bereits Frank Sinatra seine Lieder aufnahm. Seine Musik lehnt sich an den Jazz-Stil der 40er und 50er Jahre an. Auch die beiden Sängerinnen Norah Jones und Sara Bareilles sind auf seinem ersten Album in Duetten mit MacFarlane zu hören.
Das Album wurde am 27. September 2011 veröffentlicht.
Das zweite Album Holiday for Swing wurde, wie alle seine folgenden Alben, in den Abbey Road Studios aufgenommen. Es wurde am 30. September 2014 veröffentlicht und enthält 13 Songs mit winterlichen bzw. weihnachtlichen Texten.

### Studio-Alben
- 2011 – Music Is Better Than Words
- 2014 – Holiday For Swing
- 2015 – No One Ever Tells You
- 2017 – In Full Swing
- 2019 – Once in a While
- 2020 – Great Songs of Stage and Screen
- 2022 – Blue Skies

## Bücher
- 2014: A Million Ways to Die in the West (Roman zum Film), Eichborn Verlag, ISBN 978-3-8479-0582-0

## Privates
Seth MacFarlane ist Atheist, spielt gerne Klavier und gilt als Trekkie. 
Im September 2012 wurde bekannt, dass MacFarlane seit längerer Zeit in einer Beziehung mit der britischen Schauspielerin Emilia Clarke ist. Im März 2013 wurde die Trennung bekannt gegeben.

## Politische Ansichten
Seth MacFarlane befürwortet die Legalisierung von Cannabis und unterstützt die Lesben- und Schwulenbewegung. Er ist Sympathisant der Demokratischen Partei und unterstützte 2016 Bernie Sanders im Präsidentschaftswahlkampf der Vereinigten Staaten.

## Trivia
Nachdem MacFarlane an seinem ehemaligen College in Rhode Island eine Vorlesung gehalten hatte, plante er, am 11. September 2001 nach Los Angeles zurückzufliegen. Er war gebucht auf den American-Airlines-Flug 11, verpasste jedoch das Boarding am Logan International Airport um einige Minuten. Nach eigenen Aussagen geschah dies, weil ihm sein Reisebüro eine falsche Abflugzeit aufgeschrieben hatte und er einen Kater von der vorherigen Nacht hatte. Kurz nach dem Abflug wurde die Maschine von Terroristen entführt und um 08:46 Uhr EDT in den Nordturm des World Trade Centers gesteuert, wobei alle Passagiere ums Leben kamen. Dies wurde in Folge 10 der 16. Staffel von Family Guy kurz thematisiert. Stewie und Brian (beide im Original gesprochen von MacFarlane) kommentieren, dass sie beinahe an Bord eines der Flugzeuge an diesem
Tag gewesen seien.

## Filmografie (Auswahl)

### Filme
Legende: B – Buch, D – Darsteller, S – Synchronsprecher, R – Regie, P – Produzent

#### Zeichentrickkurzfilme
- 1995: The Life of Larry (Zeichentrickkurzfilm)
- 1997: Larry & Steve (Zeichentrickkurzfilm)
- 1998: Zoomates (Zeichentrickkurzfilm; nur B)
- 2006: Life is Short (Zeichentrickkurzfilm)

#### Spielfilme
- 2008: Hellboy – Die goldene Armee (Hellboy II: The Golden Army, Spielfilm; S)
- 2009: Futurama: Leela und die Enzyklopoden (Futurama: Into the Wild Green Yonder, Zeichentrickfilm; S)
- 2009: The Drawn Together Movie: The Movie! (Zeichentrickfilm; S)
- 2012: Ted (Spielfilm; B, D, S, R & P)
- 2014: A Million Ways to Die in the West (Spielfilm; B, D, S, R & P)
- 2015: Ted 2 (Spielfilm; B, D, S, R & P)
- 2016: Sing (Zeichentrickfilm; S)
- 2017: Logan Lucky (Spielfilm; D)
- 2025: Die nackte Kanone (The Naked Gun P)

### Fernsehen

#### Schauspieler

##### Synchronsprecher
- 1995: The Life of Larry (Kurzfilm)
- 1997: Larry & Steve (Kurzfilm)
- 1999–2002, seit 2005: Family Guy (Zeichentrickserie)
- 2003: Aqua Teen Hunger Force (Zeichentrickserie, 1 Folge)
- 2003–2005: Crank Yankers (Puppenserie, 2 Folgen)
- 2005–2014: Robot Chicken (Stop-Motion-Serie, 28 Folgen)
- seit 2005: American Dad! (Zeichentrickserie)
- 2008: Yin Yang Yo! (Zeichentrickserie, 2 Folgen)
- 2008–2009: Seth MacFarlane’s Cavalcade of Cartoon Comedy (Zeichentrickserie, 50 Folgen)
- 2010: Phineas und Ferb (Zeichentrickserie, 1 Folge)
- 2009–2012: The Cleveland Show (Zeichentrickserie, 65 Folgen)
- 2013: Die Simpsons (Zeichentrickserie, 1 Folge)
- 2013: Futurama (Zeichentrickserie, 1 Folge)
- 2016: Bordertown (Zeichentrickserie, 1 Folge)

##### Darsteller
- 2002–2003: Gilmore Girls (Fernsehserie, 3 Folgen)
- 2004–2005: Star Trek: Enterprise (Fernsehserie, 2 Folgen)
- 2006: Familienstreit de Luxe (Fernsehserie; The War at Home, 1 Folge)
- 2007: Help Me Help You (Fernsehserie, 1 Folge)
- 2009–2010: FlashForward (Fernsehserie, 2 Folgen)
- seit 2017: The Orville
- 2019: The Loudest Voice (Miniserie, 5 Folgen)

#### Drehbuchautor
- 1997: Johnny Bravo (Zeichentrickserie, 10 Folgen)
- 1998: Dexters Labor (Zeichentrickserie, Dexter’s Laboratory, 4 Folgen)
- 1999–2005: Family Guy (Zeichentrickserie, 3 Folgen)
- 1999: Ace Ventura (Zeichentrickserie, 4 Folgen)
- 2005: American Dad! (Zeichentrickserie, 1 Folge)
- 2009: The Cleveland Show (Zeichentrickserie, 1 Folge)
- seit 2017: The Orville (Fernsehserie, derzeit 14 Folgen)

#### Executive Producer
- 1999–2002, seit 2005: Family Guy (Zeichentrickserie)
- seit 2005: American Dad! (Zeichentrickserie)
- 2007: The Winner (Fernsehserie, 6 Folgen)
- 2008–2009: Seth MacFarlane’s Cavalcade of Cartoon Comedy (Zeichentrickserie, 50 Folgen)
- 2009–2013: The Cleveland Show (Zeichentrickserie, 88 Folgen)
- 2013–2014: Dads (Fernsehserie, 13 Folgen)
- 2014, 2020: Unser Kosmos: Die Reise geht weiter (Dokumentationsreihe, Cosmos: A Spacetime Odyssey, 28 Folgen)
- 2015–2016: Blunt Talk (Fernsehserie, 20 Folgen)
- 2016: Bordertown (Zeichentrickserie, 13 Folgen)

#### Moderator
- 2010: The Roast of David Hasselhoff (Comedy Central Roast of David Hasselhoff)
- 2011: The Roast of Donald Trump (Comedy Central Roast of Donald J. Trump)
- 2011: The Roast of Charlie Sheen (Comedy Central Roast of Charlie Sheen)
- 2013: Oscarverleihung 2013 (85th Academy Awards)
- 2014: 2015 Breakthrough Prize Ceremony
- 2015: 2016 Breakthrough Prize Ceremony

## Belege
1. ↑  Markus Lippold: Oscar, Argo, Haneke und Waltz: Der Oscar wird schmutzig. In: n-tv.de. 25. Februar 2013, abgerufen am 17. September 2016.
2. ↑  WELT: Seth MacFarlane auf Hollywoods «Walk of Fame» geehrt. 23. April 2019 (welt.de [abgerufen am 12. Januar 2020]).
3. ↑  Waldemar Dercho: „Family Guy“-Macher Seth MacFarlane verlässt Fox und geht zu NBC. In: derchotv.de. 11. Januar 2020, abgerufen am 12. Januar 2020.
4. 1 2  10 Facts about «The Cleveland Show», quotenmeter.de, 7. August 2016
5. 1 2  US-Quoten: «Family Guy»: Die fetten Jahre sind vorbei, quotenmeter.de, 26. Juli 2013
6. ↑  First Look: «Bordertown»: Nach «Family Guy» kommt der Absturz, quotenmeter.de, 9. Januar 2016
7. ↑  Von Family Guy zu Bordertown: Seth MacFarlane mit US-Satire auf Fox, moviepilot.de, 11. November 2013
8. ↑  Bordertown: FOX schließt nach 1. Staffel die Grenze, serienjunkies, 13. Mai 2016
9. ↑  Orlino Frick: Yogi Bear für Erwachsene: Mark Wahlberg hurt rum – zusammen mit einem Bären! moviepilot.de, 26. Oktober 2010, abgerufen am 23. Mai 2014.
10. ↑  Ted 2 filmstarts.de, abgerufen am 23. Januar 2015
11. ↑  US-Charthistorie
12. ↑  The-Blue-Nile.com Seth MacFarlane tritt mit “Music Is Better Than Words” in die Fußstapfen von Frank Sinatra. Archiviert vom Original (nicht mehr online verfügbar) am 2. Januar 2012; abgerufen am 3. Januar 2012.  Info: Der Archivlink wurde automatisch eingesetzt und noch nicht geprüft. Bitte prüfe Original- und Archivlink gemäß Anleitung und entferne dann diesen Hinweis.
13. ↑  Virginia Skeels: Game of Thrones’ Emilia Clarke steals a kiss from Family Guy creator Seth MacFarlane on romantic lunch date. dailymail.co.uk, 25. September 2012, abgerufen am 23. Mai 2014 (englisch).
14. ↑  Seth MacFarlane Splits From Emilia Clarke: Comedian And ‘Game Of Thrones’ Star Call It Quits. huffingtonpost.com, 21. März 2011, abgerufen am 23. Mai 2014 (englisch).
15. ↑  Seth MacFarlane bei Larry King
16. ↑  Seth MacFarlane bei Advocate.com
17. ↑  Seth MacFarlane Hosts Bernie Sanders Fundraiser nbcnewyork.com, 15. Oktober 2015, abgerufen am 2. November 2015 (englisch)
18. ↑  Interview with Seth MacFarlane. tvshowsondvd.com, 21. April 2003, abgerufen am 23. Mai 2014 (englisch).
19. ↑  Seth MacFarlane Biography. tv.com, archiviert vom Original (nicht mehr online verfügbar) am 19. April 2012; abgerufen am 23. Mai 2014 (englisch).  Info: Der Archivlink wurde automatisch eingesetzt und noch nicht geprüft. Bitte prüfe Original- und Archivlink gemäß Anleitung und entferne dann diesen Hinweis.
20. ↑  Patrick Sauriol: 10 Questions with Family Guy Seth McFarlane. mania.com, 15. September 2003, archiviert vom Original (nicht mehr online verfügbar) am 28. April 2014; abgerufen am 23. Mai 2014 (englisch).  Info: Der Archivlink wurde automatisch eingesetzt und noch nicht geprüft. Bitte prüfe Original- und Archivlink gemäß Anleitung und entferne dann diesen Hinweis.

| Personendaten    | Personendaten                                  |
| ---------------- | ---------------------------------------------- |
| NAME             | MacFarlane, Seth                               |
| ALTERNATIVNAMEN  | MacFarlane, Seth Woodbury (vollständiger Name) |
| KURZBESCHREIBUNG | US-amerikanischer Animator und Schauspieler    |
| GEBURTSDATUM     | 26. Oktober 1973                               |
| GEBURTSORT       | Kent, Connecticut                              |